# Pedro Klamar Fuik
Pedro Klamar Fuik (né Donaciano do Rosário da Costa Gomes le 24 mai 1968 au Timor portugais), est un officier des Forces de défense du Timor oriental (FDTO),,. Il est également homme politique et ministre de la Défense (en) depuis 2023.
Son nom signifie esprit sauvage en langue tétoum.

## Biographie

### Occupation indonésienne
Pendant l'Occupation indonésienne du Timor oriental, Klamar Fuik est l'un des liens entre les guérilleros et les mouvements indépendantistes étudiants. Venant du Loro Munu (en), il fuit le Timor Timur après avoir participé aux manifestions en faveur de l'indépendance lors de la visite papale (de) de Jean-Paul II en 1989. Son exil l'amène au Portugal et en Australie.

### Indépendance
De retour au Timor oriental, il devient officier dans les nouvelles Forces de défense du Timor oriental. Lors de sa formation, il étudie à l'Instituto de Estudos Superiores Militares au Portugal, ainsi que quelques cours en Australie. Klamar Fuik est ensuite nommé chef du centre de formation d'Aileu, ainsi que chef des opérations et commandant du centre de formation Nicolau Lobato dans les environs de Metinaro (de). Par la suite, il prend part au plan stratégique Defesa 2020 en tant que coordinateur et en tant que conseiller militaire en chef du président,. Commandant des forces navales du pays, il est promu Capitão (capitaine) le 14 janvier 2010. Le 3 mai 2012, il est nommé commandant de Instituto de Defesa Nacional (de) (Institut de défense nationale) (IDN).

### À l'international
Dès novembre 2012, Klamar Fuik est conseiller pour des missions de l'ONU en Guinée-Bissau. Après la mission, il retourne à l'IDN

### Retour au Timor

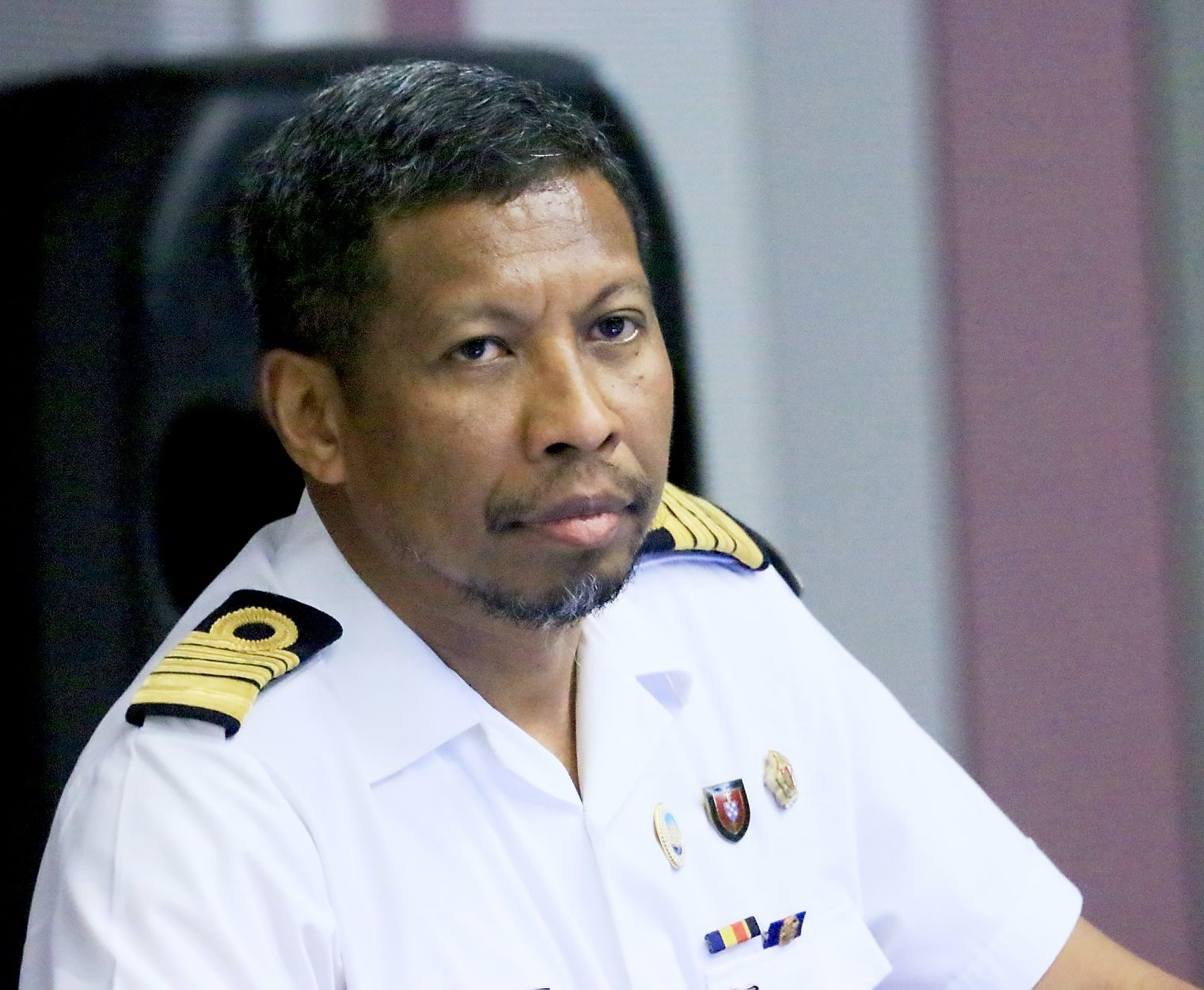
Capitaine Pedro Klamar Fuik (2020)

En 2016, un différend éclate entre le gouvernement et le parlement d'un côté et le président Taur Matan Ruak de l'autre quant à la direction des forces armées. Les premiers envisageaient la prolongation du commandant en chef sortant Lere Anan Timur. Le 9 février, le président annonce le départ à la retraite d'Anan Timur et la nomination de son adjoint, Filomeno Paixão, en tant que nouveau commandant en chef. Voyant une violation de la Constitution, les députés du CNRT et du FRETILIN font un appel à la destitution du président. Ce dernier insiste alors sur le fait que sa décision reposait sur des retards dans le transport du F-FDTL. La Cour suprême (en) rend alors une décision indiquant que la nomination du commandant en chef militaire est alors « caractéristique de la fonction politique de l'exercice du pouvoir » et se déclare donc incompétent.
Finalement, le parlement propose la nomination de Pedro Klamar Fuik comme commandant en chef et Calisto dos Santos (de) comme adjoint. Matan Ruak accepte la proposition le 15 avril. Lors de son inauguration, Klamar Fuik devait recevoir le grade de général. En raison d'un changement de président et de premier ministre amenant respectivement Francisco Guterres et Marí Alkatiri, l'inauguration n'aura finalement pas lieu et Anan Timur voit son mandat prolongé,.
Le 3 avril 2020, Klamar Fuik est nommé porte-parole de l'équipe de crise du gouvernement pour lutter contre la pandémie de COVID-19. En 2022, alors qu'il est déjà contre-amiral, il est nommé chef d'état-major.
Le 1er juillet 2023, Klamar Fuik devient ministre de la Défense dans le IX gouvernement de Xanana Gusmão.

## Décoration
| Ruban | Récompense            | Date | Notes  |
| ----- | --------------------- | ---- | ------ |
|       | Médaille Halibur (de) |      | [ 17 ] |